# Florin Andone
Florin Andone (Botoșani, 11 de abril de 1993) es un futbolista rumano. Juega de delantero y su equipo es el C. D. Atlético Baleares de la Segunda Federación. Fue internacional con la selección de Rumanía.

## Trayectoria deportiva

### Inicios
Andone nació en la localidad de Botoșani. Llegó a España en 2005 después de la muerte de su padre en un accidente de tráfico y se instaló en Vinaroz. Inició su carrera como jugador en el Vinaròs C. F. Posteriormente se marchó al C. D. Castellón, conjunto con el que debutó en Segunda División B el 16 de enero de 2011 a los 17 años de edad contra el Orihuela C. F. Tras su paso por Castellón llegó al Villarreal C. F. para enrolarse en su tercer equipo.

### Atlético Baleares (cesión)
Para la temporada 2013-14 fue cedido por el Villarreal C. F. al Atlético Baleares de Segunda División B, Donde marcaría su primer gol oficial el 1 de septiembre de 2013 contra el Valencia Mestalla. Participó en un total de 34 partidos en los que anotó 12 goles. Esto le valió para llamar la atención del Córdoba C. F., a donde llegaría en la temporada siguiente para jugar en su filial.

### Córdoba Club de Fútbol
Tras negociar con el Villareal C. F., el Córdoba Club de Fútbol lo incorpora a su plantilla e intercala apariciones entre primer equipo y Córdoba Club de Fútbol "B" con el cual hizo su debut goleador el 7 de septiembre de 2014 frente al Granada Club de Fútbol "B" con un tanto de penalti en un partido del grupo IV de la Segunda División B. Su debut no oficial con el primer equipo llegó en pretemporada frente al Cádiz Club de Fútbol en un encuentro amistoso.
El debut oficial con el primer equipo cordobesista llegaría contra el Granada Club de Fútbol en la ida de dieciseisavos de la Copa del Rey, el 3 de diciembre de 2014. Su  primer gol oficial con el Córdoba Club de Fútbol llegaría el 17 de diciembre de 2014 en un   encuentro bajo una espesa niebla en el El Arcángel que acabaría con el resultado de 1-1. Su debut oficial en Primera División llegó el 5 de enero de 2015, curiosamente también contra el Granada Club de Fútbol en El Arcángel, y anotando también un tanto. Durante el resto de la temporada en Primera, consiguió marcar en total 5 goles y uno en propia puerta, aunque no pudo evitar el descenso a la Segunda División.
A pesar del descenso a Segunda, Florin continuó en el club. Se estrenó en la jornada 5.ª de la Segunda División frente a la S. D. Ponferradina como goleador. Y el 3 de abril de 2016 marcaría su primer "hat-trick" en su carrera ante el Gimnastic.Terminó la temporada como segundo máximo goleador de la liga con 21 tantos anotados, solo por detrás del ariete del Elche C. F., Sergio León (22).
Florin Andone se convirtió en uno de los ídolos actuales de la afición cordobesista. Su cláusula de rescisión ascendió a 10 millones de euros. Tras su renovación en el mes de enero de 2016 pasó a ser uno de los jugadores mejor pagados de la plantilla.

### Real Club Deportivo de La Coruña
El 26 de julio de 2016 se hizo oficial su fichaje por el Deportivo de La Coruña por cinco temporadas por una cantidad cercana a los 4 millones de euros.
El 13 de enero de 2017 La Liga Santander nombró a Andone como el mejor jugador de La Liga en el mes de diciembre al marcar tres goles y dar dos asistencias en cuatro partidos.
Finalmente acabó la temporada con la totalidad de los partidos jugados, acabando como máximo goleador del equipo con 12 tantos, y siendo elegido al final de campaña como mejor jugador de la temporada por la afición. 
Sin embargo, en su segunda temporada en La Coruña, y pese a que acabó de nuevo como máximo goleador con 7 tantos junto con Lucas Pérez, no disfrutó de tanta continuidad y el equipo acabó descendiendo a Segunda División.

### Brighton & Hove Albion Football Club
El 25 de mayo de 2018 se oficializó su traspaso al Brighton & Hove Albion F. C. de la Premier League.

#### Cesiones
El 2 de septiembre de 2019 el Galatasaray S. K. anunció su incorporación como cedido hasta final de temporada. En junio tuvo una grave lesión de rodilla que lo dejó fuera el resto de la temporada y prácticamente toda la siguiente, en la que regresó a Brighton. En agosto de 2021 volvió a ser cedido, siendo en esta ocasión el Cádiz C. F. su destino.

### Unión Deportiva Las Palmas
El 1 de septiembre de 2022, tras rescindir su contrato con el Brighton & Hove Albion, firmó por una temporada con la Unión Deportiva Las Palmas. Ayudó al equipo a ascender a Primera División y, al no ser renovado, a finales de julio se incorporó al C. D. Eldense. Con ellos disputó 29 partidos en la Segunda División en los que marcó tres goles.
Empezó la temporada 2024-25 sin equipo y el 1 de noviembre regresó al C. D. Atlético Baleares para lo que quedaba de campaña y la siguiente.

## Selección nacional
El jugador debutó en las categorías inferiores de la selección de fútbol de Rumanía, llegando hasta la categoría sub-19. El 29 de marzo de 2015 estrenó convocatoria con la selección absoluta de Rumanía. Sus buenas actuaciones y sus estadísticas (4 goles en 12 partidos), no cayeron en saco roto para su seleccionador, Anghel Iordanescu. Finalmente, Andone no debutó con la selección de fútbol de Rumanía el 29 de marzo contra la selección de fútbol de las Islas Feroe, en partido clasificatorio para la Eurocopa 2016, sino que lo hizo en junio frente a Irlanda del Norte también en partido clasificatorio para la Eurocopa. Debutó como goleador con Rumanía en un amistoso frente a Italia con un tanto que empataba el choque en el minuto 88 (2-2).

### Partidos
Actualizado al último partido jugado el 15 de octubre de 2019.
| Rumania | Rumania  | Rumania |
| Año     | Partidos | Goles   |
| ------- | -------- | ------- |
| 2015    | 4        | 1       |
| 2016    | 9        | 0       |
| 2017    | 8        | 0       |
| 2019    | 4        | 1       |
| Total   | 25       | 2       |

### Goles internacionales
| # | Fecha                   | Estadio                                  | Rival  | Gol | Resultado | Competición                  |
| - | ----------------------- | ---------------------------------------- | ------ | --- | --------- | ---------------------------- |
| 1 | 17 de noviembre de 2015 | Estadio Renato Dall'Ara, Bolonia, Italia | Italia | 2-2 | 2-2       | Amistoso                     |
| 2 | 5 de septiembre de 2019 | Arena Națională, Bucarest ,Rumania       | España | 1-2 | 1-2       | Clasificatorio Eurocopa 2020 |

## Logros individuales
Florin consiguió frente a la Sociedad Deportiva Eibar, el 16 de enero de 2015 en el Estadio Nuevo Arcángel, anotar un gol a los 9,8 segundos de comenzar el encuentro, logrando así el cuarto gol más rápido en Primera División, por detrás de Darío Silva (8,2 s), Seydou Keita (7,6 s) y Joseba Llorente (7,3 s), y el más rápido en la historia del Córdoba Club de Fútbol. Asimismo, con sus goles al Granada Club de Fútbol en Liga y Copa, y al Eibar, se convirtió en el primer jugador blanquiverde en anotar en tres partidos consecutivos en El Arcángel desde su debut. Su gol ante el Eibar también pasará a la historia por ser el número 700 desde que en 1993 se inaugurara el Estadio Nuevo Arcángel.

## Clubes
Actualizado al último partido jugado el 8 de mayo de 2023.
| Club                                    | Div           | Temporada     | Liga  | Liga  | Copas nacionales | Copas nacionales | Torneos internacionales | Torneos internacionales | Total | Total |
| Club                                    | Div           | Temporada     | Part. | Goles | Part.            | Goles            | Part.                   | Goles                   | Part. | Goles |
| --------------------------------------- | ------------- | ------------- | ----- | ----- | ---------------- | ---------------- | ----------------------- | ----------------------- | ----- | ----- |
| C. D. Castellón · España                | 2.ª B         | 2010-11       | 4     | 0     | -                | -                | -                       | -                       | 4     | 0     |
| C. D. Castellón · España                | Total club    | Total club    | 4     | 0     | -                | -                | -                       | -                       | 4     | 0     |
| C. D. Atlético Baleares · España        | 2.ª B         | 2013-14       | 34    | 12    | -                | -                | -                       | -                       | 34    | 12    |
| C. D. Atlético Baleares · España        | Total club    | Total club    | 34    | 12    | -                | -                | -                       | -                       | 34    | 12    |
| Córdoba C. F. "B" · España              | 2.ª B         | 2014-15       | 8     | 2     | -                | -                | -                       | -                       | 8     | 2     |
| Córdoba C. F. "B" · España              | Total club    | Total club    | 8     | 2     | -                | -                | -                       | -                       | 8     | 2     |
| Córdoba C. F. · España                  | 1.ª           | 2014-15       | 20    | 5     | 2                | 1                | -                       | -                       | 22    | 6     |
| Córdoba C. F. · España                  | 2.ª           | 2015-16       | 36    | 21    | 0                | 0                | -                       | -                       | 36    | 21    |
| Córdoba C. F. · España                  | Total club    | Total club    | 56    | 26    | 2                | 1                | -                       | -                       | 58    | 27    |
| Deportivo de La Coruña · España         | 1.ª           | 2016-17       | 37    | 12    | 2                | 0                | -                       | -                       | 39    | 12    |
| Deportivo de La Coruña · España         | 1.ª           | 2017-18       | 29    | 7     | 1                | 0                | -                       | -                       | 30    | 7     |
| Deportivo de La Coruña · España         | Total club    | Total club    | 54    | 19    | 3                | 0                | -                       | -                       | 69    | 19    |
| Brighton & Hove Albion F. C. Inglaterra | 1.ª           | 2018-19       | 23    | 3     | 4                | 2                | -                       | -                       | 27    | 5     |
| Brighton & Hove Albion F. C. Inglaterra | 1.ª           | 2019-20       | 3     | 1     | 0                | 0                | -                       | -                       | 3     | 1     |
| Total club                              | Total club    | 26            | 4     | 4     | 2                | -                | -                       | 30                      | 6     |       |
| Galatasaray S. K. Turquía               | 1.ª           | 2019-20       | 9     | 2     | 0                | 0                | 3                       | 0                       | 11    | 2     |
| Galatasaray S. K. Turquía               | Total club    | Total club    | 9     | 2     | 0                | 0                | 3                       | 0                       | 11    | 2     |
| Brighton sub-23 Inglaterra              | PLII          | 2020-20       | 1     | 0     | 0                | 0                | -                       | -                       | 1     | 0     |
| Cádiz C. F. · España                    | 1.ª           | 2021-22       | 5     | 0     | 4                | 1                | -                       | -                       | 9     | 1     |
| Cádiz C. F. · España                    | Total Club    | Total Club    | 5     | 0     | 4                | 1                | -                       | -                       | 9     | 1     |
| U. D. Las Palmas · España               | 2.ª           | 2022-23       | 18    | 2     | 1                | 0                | -                       | -                       | 19    | 2     |
| U. D. Las Palmas · España               | Total Club    | Total Club    | 18    | 2     | 1                | 0                | -                       | -                       | 19    | 2     |
| Total carrera                           | Total carrera | Total carrera | 214   | 66    | 15               | 5                | 3                       | 0                       | 229   | 71    |